# Санти-
Санти- (русское обозначение: с; международное: c) — одна из приставок, используемых в Международной системе единиц (СИ) для образования наименований и обозначений десятичных дольных единиц. Единица, наименование которой образовано путём присоединения приставки санти к наименованию исходной единицы, получается в результате умножения исходной единицы на число 10−2. Иначе говоря, вновь образованная единица равна одной сотой части исходной единицы.
В качестве приставки СИ принята XI  Генеральной конференцией по мерам и весам в 1960 году. Название происходит от латинского centum — сто.
В русском языке обычно используется для обозначения сотой доли метра — сантиметр.